# Selenicereus undatus
Espèce
Statut de conservation UICN

 DD  : Données insuffisantes
Statut CITES
Selenicereus undatus (anciennement Hylocereus undatus) est une espèce de cactus hémiépiphyte d'Amérique centrale et du Sud, dont le fruit est le pitaya. Elle est maintenant répandue dans la zone intertropicale comme plante ornementale et pour son fruit original.

## Origine et milieu naturel
L'espèce est probablement originaire du sud du Mexique (Yucatan). Son milieu naturel correspond aux zones sèches d'Amérique centrale (sud du Mexique, Salvador, Guatemala et Costa Rica) où la pluviométrie ne dépasse pas 1300 ml d'eau par an.
Elle a été introduite il y a longtemps dans de nombreuses zones tropicales comme ornementale, pour la beauté de ses grandes fleurs. Avant les années 1990, le fruit était pratiquement inconnu en dehors de son aire d'origine. Son expansion sur les marchés internationaux comme fruit exotique est récente, et principalement due à son adoption en Asie du Sud-Est. Le Vietnam en cultive environ 2000 ha (vers 2012).

## Caractéristiques

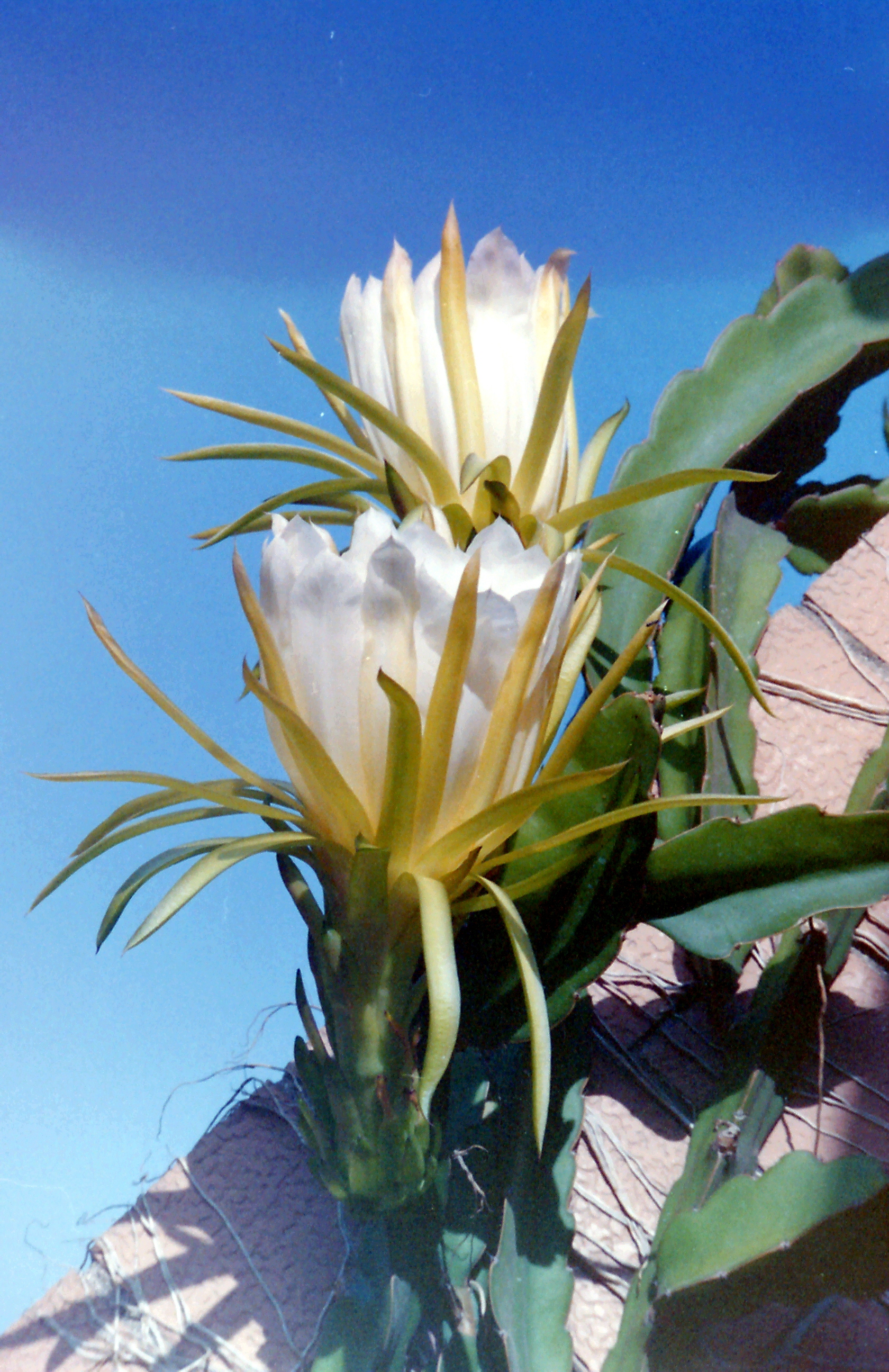
Fleurs.

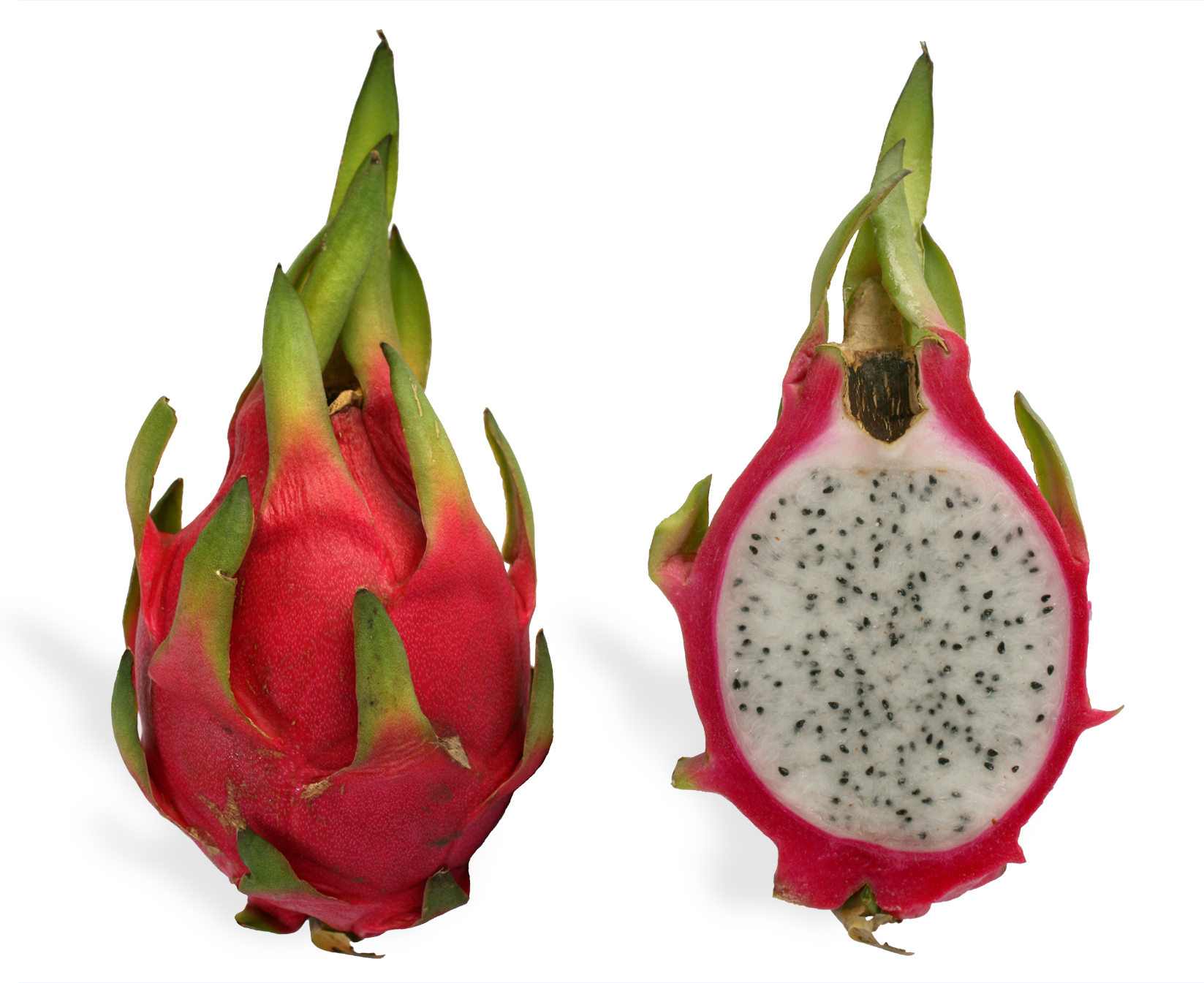
Fruit.

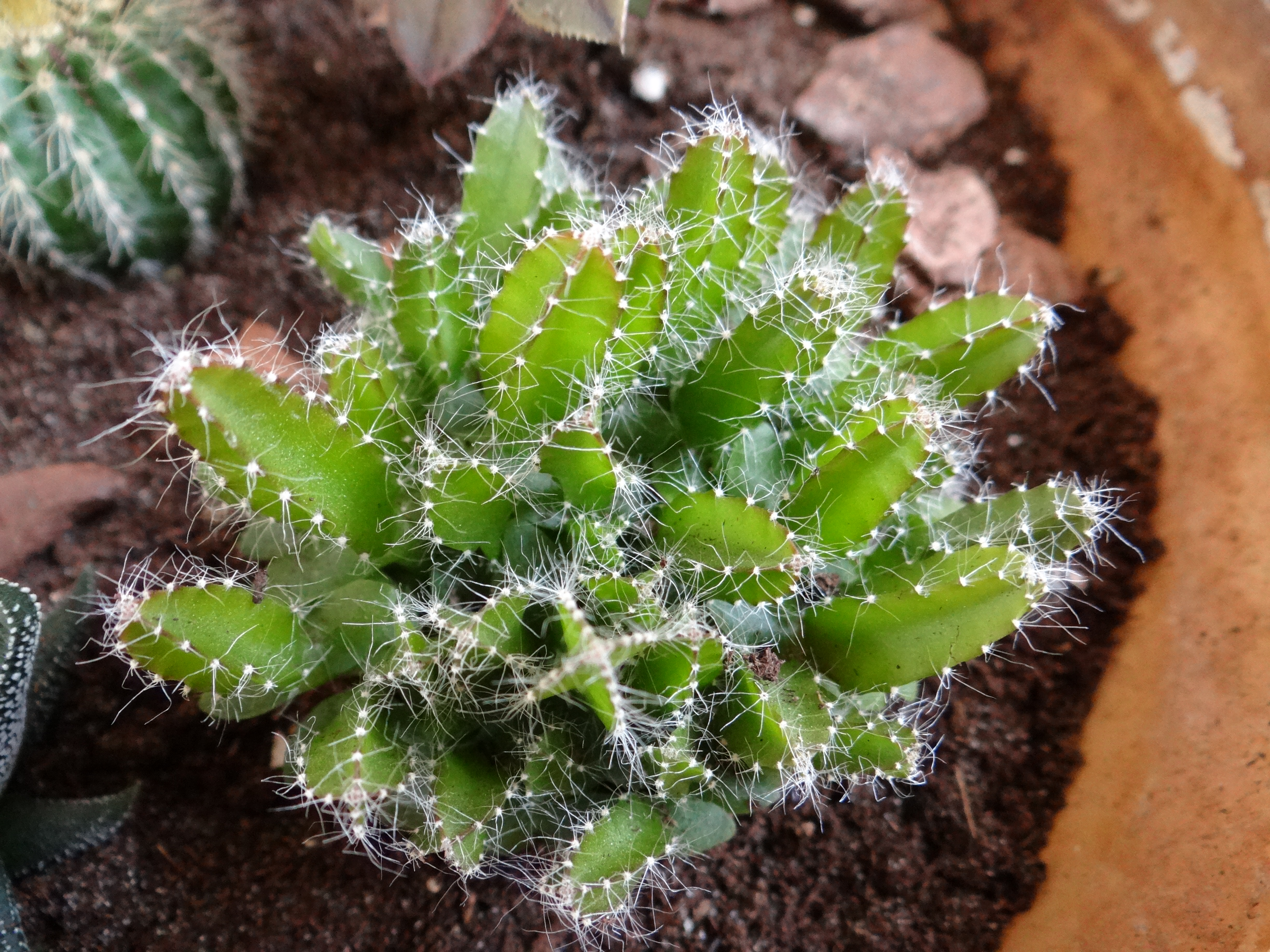
Petit Hylocereus undatus.

C'est un cactus composé de nombreuses tiges mesurant de 6 à 12 m. de longueur à 3 ailes ondulées et épineuses. Il s'aide de racines aériennes pour s'accrocher aux arbres.
Cette plante n'est donc pas une plante épiphyte au sens strict puisque, bien que grimpant sur le tronc des arbres, ses racines sont dans le sol, duquel elles tirent leur nourriture. Hylocereus undatus est donc plus précisément un cactus grimpant.
Les fleurs sont nocturnes, blanche, en cloches mesurant 35 cm de long pour 25 cm de diamètre. Leur forte odeur rappelle celle de la vanille. Les nombreuses étamines sont crème. Cette plante est auto-stérile (ne peut pas s'auto-féconder).
Il produit un fruit juteux, le pitaya ou pitahaya (du taïno « fruit écailleux ») [réf. nécessaire], Le juice Pitaya - Dragon fruit est également connu sous le nom de « fruit du dragon » en français (ou dragon fruit, strawberry pear en anglais). Il possède une peau rose couverte d'écailles charnues rouges ou jaunes. Sa chair est blanche et est emplie d'innombrables petites graines noires. Il peut peser jusqu'à 700 g.

### Sources
- Hylocereus undatus sur le site GardenBreizh
- Epiphyllum oxypetalum